# Corredor verde do Vietnã
O Corredor Verde do Vietnã é uma das últimas florestas remanescentes de pântano perenes naquele país, apoiando populações significativas de espécies ameaçadas de extinção. Ele está localizado na província de Thua Thien-Hue e também faz parte da cordilheira Annamita do Vietnã. A área inclui alguns dos trechos mais longos remanescentes de terras baixas do rio com habitat de floresta intacta no Vietnã, que são apoiados pelo rio Perfume. As florestas tropicais provavelmente existiram como cobertura contínua de floresta inalterada por milhares de anos e, conseqüentemente, oferecem um habitat único para muitas espécies.